# Patrimoine culturel en Espagne

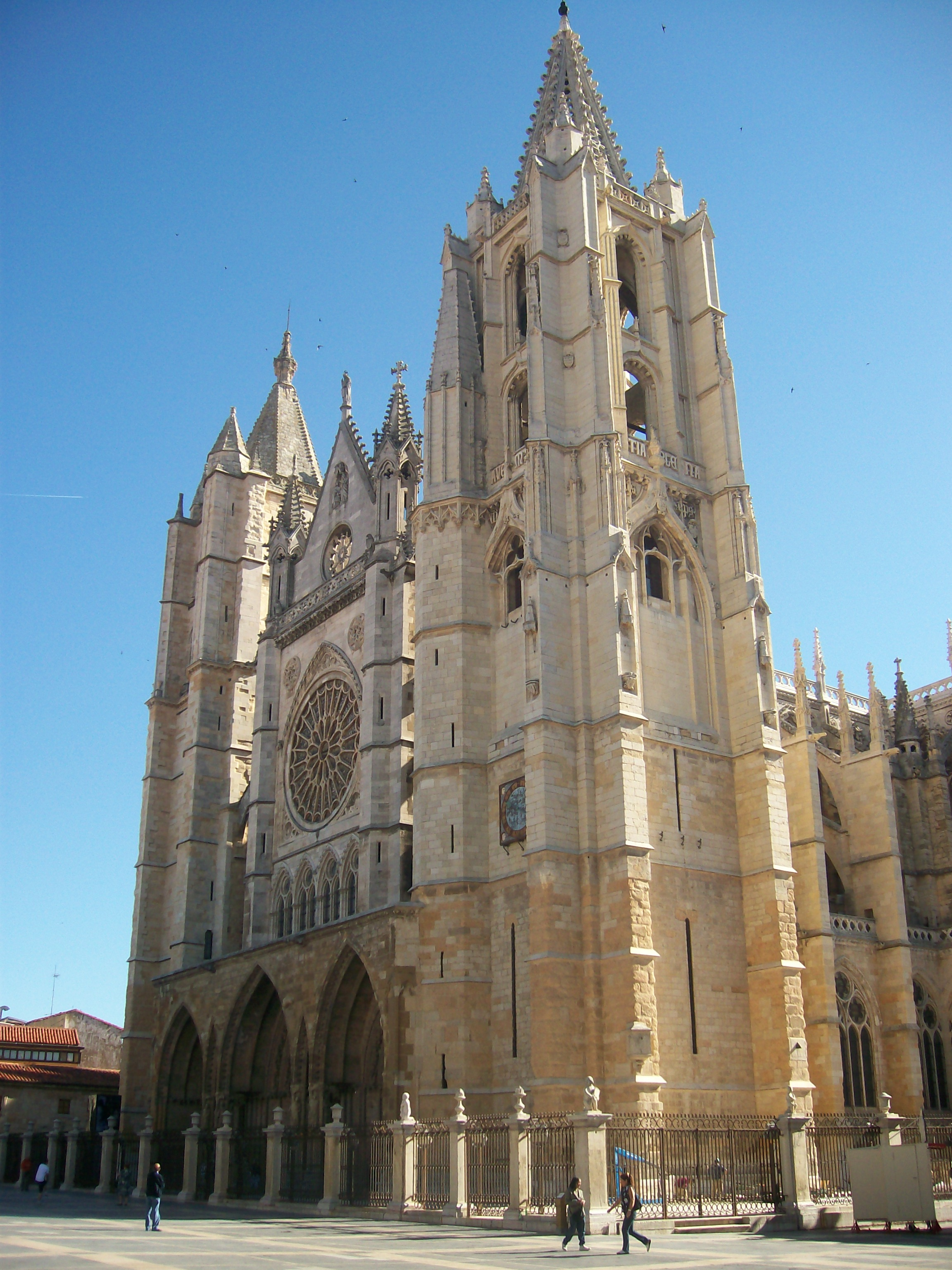
Cathédrale de León. Premier monument espagnol protégé, il porte le n° RI-51-0000001 et a été déclaré monument national le 28 août 1844.

On appelle patrimoine culturel ou historique (en espagnol patrimonio cultural o histórico) l'ensemble des biens, matériels ou immatériels, accumulés au fil du temps. Ces biens peuvent être de nature artistique, historique, paléontologique, archéologique, documentaire, bibliographique, scientifique ou technique.
Cette diversité de types de biens explique l'utilisation fréquente et récente de l'expression biens culturels, utilisée souvent internationalement.
À une échelle mondiale, on utilise le terme de patrimoine mondial (en anglais World Heritage) pour protéger ces biens d'intérêt international.
En Espagne, le patrimoine culturel est géré tant au niveau de l'État espagnol que de manière décentralisée par les communautés autonomes qui ont développé des législations spécifiques sur ce sujet.

## Concepts

### Patrimoine culturel ou patrimoine historique?
Le terme « patrimoine » a plusieurs sens, d'où la nécessité de le préciser quand on fait référence à des biens hérités du passé. Aujourd'hui, en Espagne, l'expression la plus utilisée est patrimoine culturel, mais l'expression patrimoine historique est également largement utilisée. Le terme culturel correspond à des manifestations ou productions créatives du genre humain, tant d'hier que d'aujourd'hui, alors que le terme historique, plus restrictif, se réfère uniquement au passé. Lors des discussions préliminaires à l'élaboration de la loi 16/1985 sur le patrimoine historique espagnol, on a hésité entre l'utilisation du terme culturel, proche de la tradition italienne et du terme historique, proche de la tradition française, sachant par ailleurs que la loi du 13 mai 1933 parlait de patrimoine historico-artistique national, le choix s'est finalement porté sur le terme historique.
Les communautés autonomes, dans leur législation propre, ont retenu parfois le terme historique, parfois le terme culturel, parfois les deux comme l'Estrémadure ou encore culturel, historique et artistique comme La Rioja.

### Patrimoine culturel et patrimoine naturel
Le patrimoine culturel est constitué de biens créés par des groupes humains tout au long de leur histoire. Par ailleurs, le patrimoine naturel est défini comme un ensemble de biens environnementaux qui n'ont pas été créés, altérés, ni manipulés par l'homme, ces biens sont directement produits par la nature. Ils constituent deux types de patrimoines qui font l'objet, en Espagne, de législations différentes et qui sont gérés par des administrations différentes.
Même si patrimoine culturel et patrimoine naturel sont différents et sont gérés actuellement de manière distincte par l'administration, on peut se demander si cette distinction est aujourd'hui encore opportune et s'il ne serait pas utile d'unifier les efforts, de parler de patrimoine intégral dans lequel patrimoines culturel et naturel forment un tout et se gèrent de manière unifiée, se protègent et sont valorisés ensemble,.

### Les différents types de patrimoine
Au-delà de la distinction entre patrimoine naturel et patrimoine culturel, on peut distinguer différents types de patrimoine, comme on peut le voir dans le graphique ci-dessous :
|                          |                          |                          |                          |                          |                          |  |  |                          |                          |                          |                          |                          |                          |  |  |                                       |                                       |                                       |                                       |                                       |                                       |  |  |                       |                       |                       |                       |                       |                       |  |  | Patrimoine « intégral »                     |                                             |                                             |                                             |                                             |                                             |  |  |                       |                       |                       |                       |                       |                       |  |  |                                   |                                   |                                   |                                   |                                   |                                   |  |  |                            |                            |                            |                            |                            |                            |  |  |                                               |                                               |                                               |                                               |                                               |                                               |  |  |  |  |  |  |  |  |
|                          |                          |                          |                          |                          |                          |  |  |                          |                          |                          |                          |                          |                          |  |  |                                       |                                       |                                       |                                       |                                       |                                       |  |  |                       |                       |                       |                       |                       |                       |  |  |                                             |                                             |                                             |                                             |                                             |                                             |  |  |                       |                       |                       |                       |                       |                       |  |  |                                   |                                   |                                   |                                   |                                   |                                   |  |  |                            |                            |                            |                            |                            |                            |  |  |                                               |                                               |                                               |                                               |                                               |                                               |  |  |  |  |  |  |  |  |
|                          |                          |                          |                          |                          |                          |  |  |                          |                          |                          |                          |                          |                          |  |  |                                       |                                       |                                       |                                       |                                       |                                       |  |  |                       |                       |                       |                       |                       |                       |  |  |                                             |                                             |                                             |                                             |                                             |                                             |  |  |                       |                       |                       |                       |                       |                       |  |  |                                   |                                   |                                   |                                   |                                   |                                   |  |  |                            |                            |                            |                            |                            |                            |  |  |                                               |                                               |                                               |                                               |                                               |                                               |  |  |  |  |  |  |  |  |
|                          |                          |                          |                          |                          |                          |  |  |                          |                          |                          |                          |                          |                          |  |  | Patrimoine naturel ou environnemental | Patrimoine naturel ou environnemental | Patrimoine naturel ou environnemental | Patrimoine naturel ou environnemental | Patrimoine naturel ou environnemental | Patrimoine naturel ou environnemental |  |  |                       |                       |                       |                       |                       |                       |  |  |                                             |                                             |                                             |                                             |                                             |                                             |  |  |                       |                       |                       |                       |                       |                       |  |  | Patrimoine culturel ou historique | Patrimoine culturel ou historique | Patrimoine culturel ou historique | Patrimoine culturel ou historique | Patrimoine culturel ou historique | Patrimoine culturel ou historique |  |  |                            |                            |                            |                            |                            |                            |  |  |                                               |                                               |                                               |                                               |                                               |                                               |  |  |  |  |  |  |  |  |
|                          |                          |                          |                          |                          |                          |  |  |                          |                          |                          |                          |                          |                          |  |  | Patrimoine naturel ou environnemental | Patrimoine naturel ou environnemental | Patrimoine naturel ou environnemental | Patrimoine naturel ou environnemental | Patrimoine naturel ou environnemental | Patrimoine naturel ou environnemental |  |  |                       |                       |                       |                       |                       |                       |  |  |                                             |                                             |                                             |                                             |                                             |                                             |  |  |                       |                       |                       |                       |                       |                       |  |  | Patrimoine culturel ou historique | Patrimoine culturel ou historique | Patrimoine culturel ou historique | Patrimoine culturel ou historique | Patrimoine culturel ou historique | Patrimoine culturel ou historique |  |  |                            |                            |                            |                            |                            |                            |  |  |                                               |                                               |                                               |                                               |                                               |                                               |  |  |  |  |  |  |  |  |
|                          |                          |                          |                          |                          |                          |  |  |                          |                          |                          |                          |                          |                          |  |  |                                       |                                       |                                       |                                       |                                       |                                       |  |  |                       |                       |                       |                       |                       |                       |  |  |                                             |                                             |                                             |                                             |                                             |                                             |  |  |                       |                       |                       |                       |                       |                       |  |  |                                   |                                   |                                   |                                   |                                   |                                   |  |  |                            |                            |                            |                            |                            |                            |  |  |                                               |                                               |                                               |                                               |                                               |                                               |  |  |  |  |  |  |  |  |
|                          |                          |                          |                          |                          |                          |  |  |                          |                          |                          |                          |                          |                          |  |  |                                       |                                       |                                       |                                       |                                       |                                       |  |  |                       |                       |                       |                       |                       |                       |  |  |                                             |                                             |                                             |                                             |                                             |                                             |  |  |                       |                       |                       |                       |                       |                       |  |  |                                   |                                   |                                   |                                   |                                   |                                   |  |  |                            |                            |                            |                            |                            |                            |  |  | Patrimoine National                           |                                               |                                               |                                               |                                               |                                               |  |  |  |  |  |  |  |  |
|                          |                          |                          |                          |                          |                          |  |  |                          |                          |                          |                          |                          |                          |  |  |                                       |                                       |                                       |                                       |                                       |                                       |  |  |                       |                       |                       |                       |                       |                       |  |  |                                             |                                             |                                             |                                             |                                             |                                             |  |  |                       |                       |                       |                       |                       |                       |  |  |                                   |                                   |                                   |                                   |                                   |                                   |  |  |                            |                            |                            |                            |                            |                            |  |  |                                               |                                               |                                               |                                               |                                               |                                               |  |  |  |  |  |  |  |  |
|                          |                          |                          |                          |                          |                          |  |  |                          |                          |                          |                          |                          |                          |  |  |                                       |                                       |                                       |                                       |                                       |                                       |  |  |                       |                       |                       |                       |                       |                       |  |  |                                             |                                             |                                             |                                             |                                             |                                             |  |  |                       |                       |                       |                       |                       |                       |  |  |                                   |                                   |                                   |                                   |                                   |                                   |  |  |                            |                            |                            |                            |                            |                            |  |  |                                               |                                               |                                               |                                               |                                               |                                               |  |  |  |  |  |  |  |  |
| Patrimoine architectural | Patrimoine architectural | Patrimoine architectural | Patrimoine architectural | Patrimoine architectural | Patrimoine architectural |  |  | Patrimoine archéologique | Patrimoine archéologique | Patrimoine archéologique | Patrimoine archéologique | Patrimoine archéologique | Patrimoine archéologique |  |  | Patrimoine ethnologique               | Patrimoine ethnologique               | Patrimoine ethnologique               | Patrimoine ethnologique               | Patrimoine ethnologique               | Patrimoine ethnologique               |  |  | Patrimoine immatériel | Patrimoine immatériel | Patrimoine immatériel | Patrimoine immatériel | Patrimoine immatériel | Patrimoine immatériel |  |  | Patrimoine industriel, scient. et technique | Patrimoine industriel, scient. et technique | Patrimoine industriel, scient. et technique | Patrimoine industriel, scient. et technique | Patrimoine industriel, scient. et technique | Patrimoine industriel, scient. et technique |  |  | Patrimoine artistique | Patrimoine artistique | Patrimoine artistique | Patrimoine artistique | Patrimoine artistique | Patrimoine artistique |  |  | Patrimoine documentaire           | Patrimoine documentaire           | Patrimoine documentaire           | Patrimoine documentaire           | Patrimoine documentaire           | Patrimoine documentaire           |  |  | Patrimoine bibliographique | Patrimoine bibliographique | Patrimoine bibliographique | Patrimoine bibliographique | Patrimoine bibliographique | Patrimoine bibliographique |  |  | Patrimoine muséographique, linguistique, etc. | Patrimoine muséographique, linguistique, etc. | Patrimoine muséographique, linguistique, etc. | Patrimoine muséographique, linguistique, etc. | Patrimoine muséographique, linguistique, etc. | Patrimoine muséographique, linguistique, etc. |  |  |  |  |  |  |  |  |

## Histoire de la législation espagnole sur le patrimoine historique

### Ordonnance royale du 6 juin 1803
L'ordonnance royale du 6 juin 1803 (Real Cédula de 6 de junio de 1803) de Charles IV est le premier texte qui établit en Espagne le concept de monument.
Cette ordonnance, qu'Eduardo Roca Roca considère comme la première disposition qui, de manière organique, réglemente la protection du patrimoine historique, définit les biens qui intègrent ce patrimoine en établissant le catalogage de tous les objets meubles et immeubles qui, du fait de leur ancienneté, doivent donc être considérés comme des « monuments anciens » (monumentos antiguos).

### Législation duXIXesiècle

#### Ordonnance royale du 13 juin 1844
Cette ordonnance royale (Real Orden de 13 de junio de 1844) crée les commissions des monuments historiques et artistiques.

#### Ordonnances royales de 1850 et de 1851

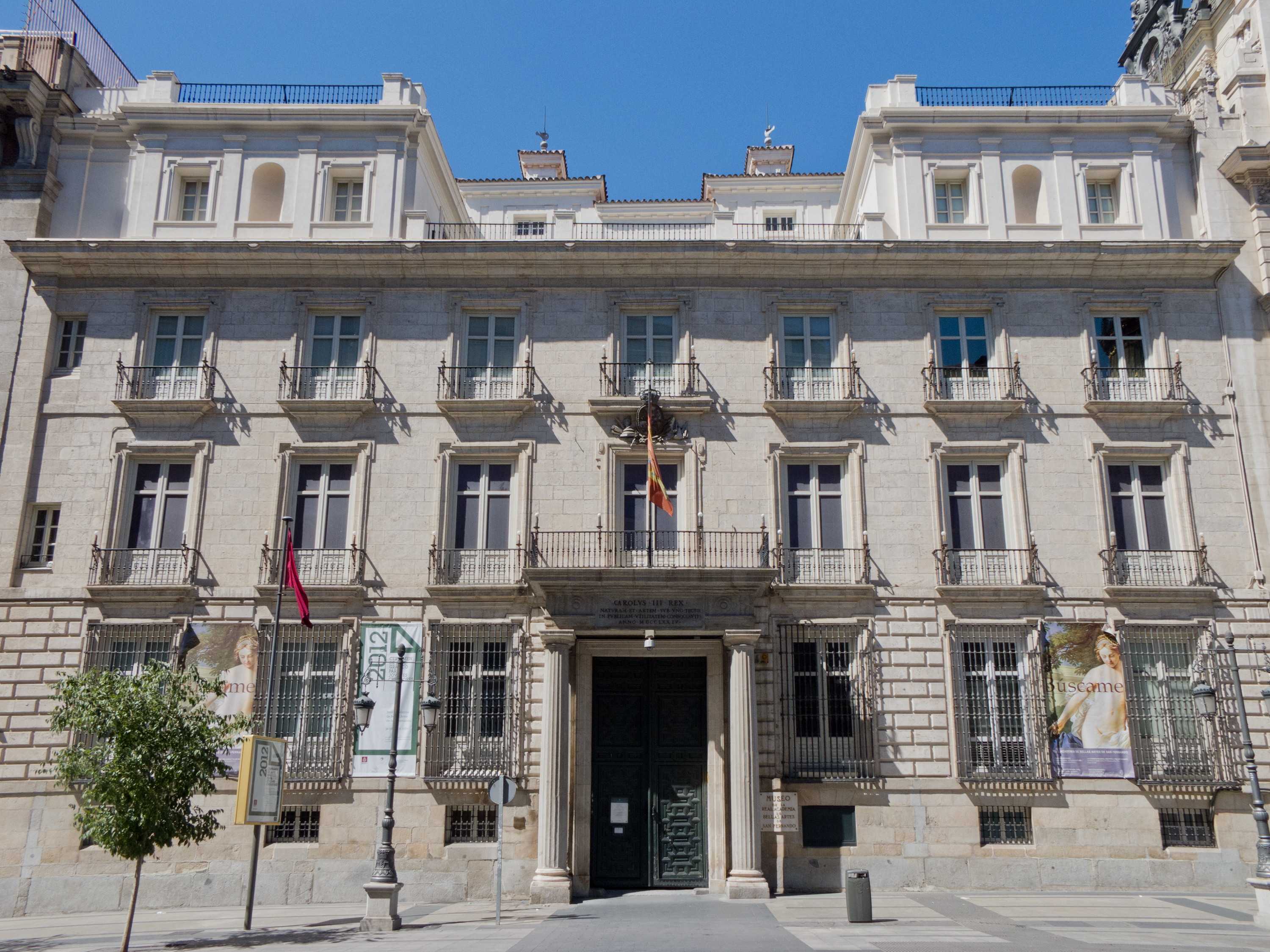
Le siège de l'Académie royale des beaux-arts Saint-Ferdinand et de son musée à Madrid.

L'ordonnance royale du 1er octobre 1850 (Real Orden de 1 de octubre de 1850) permet à l'Académie royale des beaux-arts Saint-Ferdinand, créée en 1777, d'agir sur tout ce qui concerne les œuvres d'art (sculpture, architecture ou peinture), y compris celles appartenant à des particuliers, cela concerne notamment les œuvres réalisées « sur les façades, chapelles et autres endroits ouverts au public, pour lesquels les atteintes aux règles de bon goût dépassent les préjudices causés aux auteurs pour atteindre la nation qui les accepterait. »
Cette timide intervention publique sur les biens historiques de propriété privée est freinée un an plus tard par l'ordonnance royale du 23 juin 1851 (Real Orden de 23 de junio de 1851) qui réduit l'action de l'Académie « aux édifices de propriété privée qui sont ouverts au public. »

#### Loi du 9 septembre 1857
Cette loi sur l'instruction publique (Ley de instrucción pública de 9 septiembre de 1857), dite loi Morano, met les monuments artistiques du royaume sous la surveillance de l'Académie royale des beaux-arts Saint-Ferdinand.

#### Décret du 16 décembre 1873
Ce décret (Decreto de 16 de diciembre de 1873) oblige les communes et les provinces à éviter la destruction d'un bâtiment public qui, du fait de son mérite artistique ou de sa valeur historique, doit être considéré comme un monument digne d'être conservé.

### Législation du début duXXesiècle

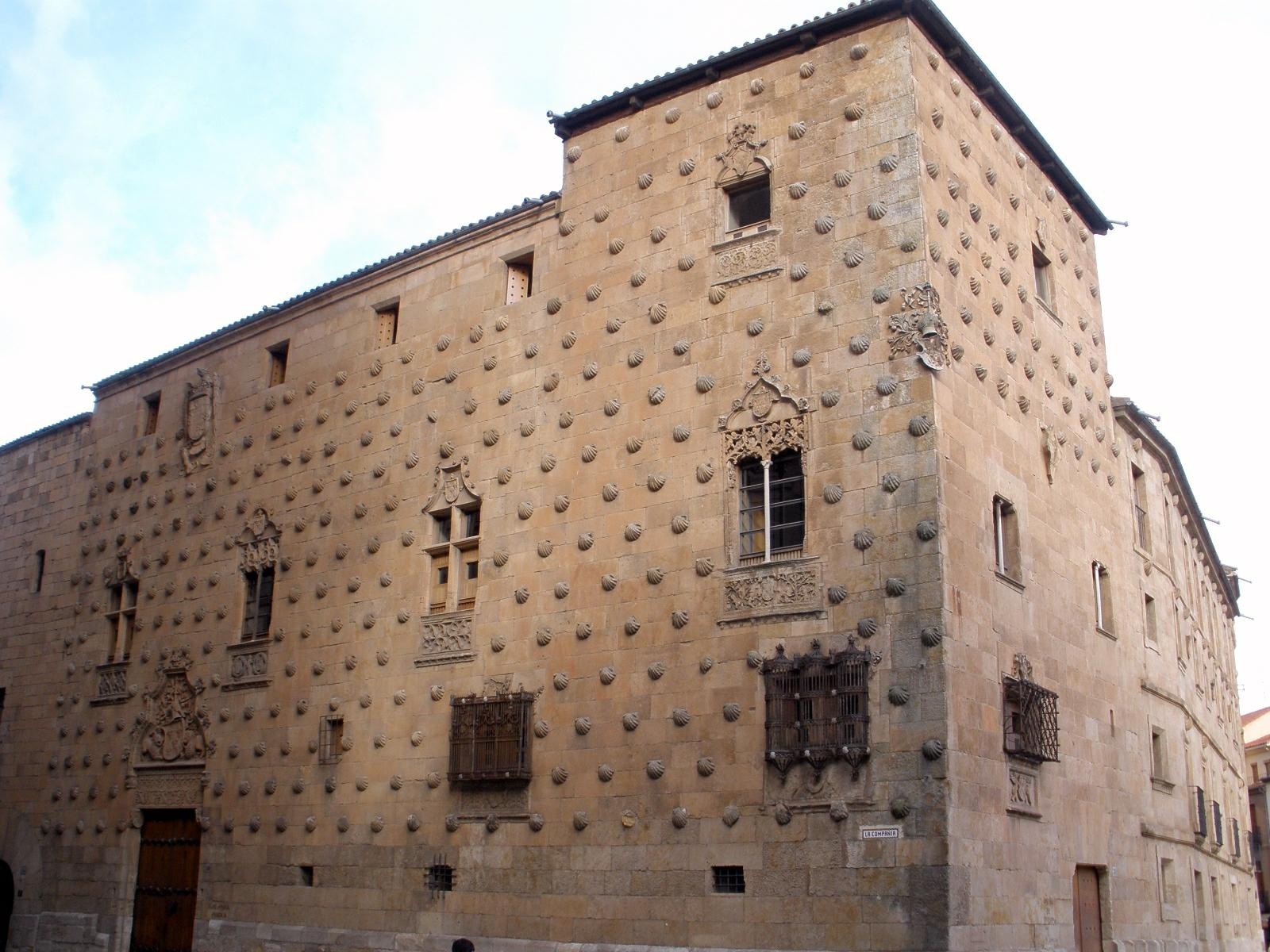
La Casa de las Conchas (Maison aux coquillages) de Salamanque, déclarée monument national en 1929.

#### Loi du 7 juillet 1911 sur les fouilles archéologiques (accompagnée du décret d'application en date du 1er mars 1912)
Cette loi de 1911 sur les fouilles archéologiques (Ley de excavaciones arqueológicas de 7 de julio de 1911) édicte des règles pour effectuer des fouilles artistiques et scientifiques et pour la conservation des ruines et des antiquités.
C'est la première grande loi espagnole régulatrice du patrimoine historico-artistique. Elle encadre juridiquement les fouilles et les antiquités, ordonne la mise en place d'un inventaire des vestiges monumentaux, réserve à l'État les fouilles dans les propriétés privées, attribue aussi à l'État les antiquités découvertes par hasard, concède la propriété des objets découverts aux auteurs pour les fouilles autorisées, sauf dans le cas de découvreurs étrangers, légalise en revanche la possession d'antiquités avant l'entrée en vigueur de la loi et autorise la réalisation de duplicatas des découvertes pour les musées provinciaux ou locaux.
C'était une loi acceptable pour son temps qui a permis d'organiser l'exercice des fouilles. La question de la propriété des découvertes a causé de nombreux problèmes et avait fait l'objet lors du débat parlementaire de discussions de la part du camp conservateur qui refusait le contrôle sur la circulation des biens et l'appropriation par l'État des découvertes.

#### Loi du 4 mars 1915 sur les monuments nationaux
Cette loi de 1915 sur les monuments nationaux architecturaux et artistiques (Ley relativa a los monumentos nacionales arquitectónicos-artísticos de 4 de marzo de 1915)

#### Décret-loi du 9 août 1926 relatif au trésor artistico-archéologique national
Ce décret-loi royal de 1926 (Real Decreto-Ley de 9 de agosto de 1926 relativo al tesoro artístico arqueológico nacional), familièrement appelé « décret Callejo », du nom d'Eduardo Callejo de la Cuesta, ministre de l'Instruction publique et des Beaux-Arts, met sous la tutelle et la protection de l'État les biens du trésor artistico-archéologique national, défini sans paramètre temporel par un concept indéterminé de portée téléologique, même si dans le texte par la suite est ajoutée une taxonomie complète et correcte permettant de définir clairement un monument.
Le décret prévoit la déclaration d'utilité publique pour la conservation des monuments et du patrimoine ethnographique, protégé également, et l'inamovibilité des monuments bien que leur transmission ne soit pas contrôlée. Est également prévu le devoir de conservation des monuments privés et leur possible expropriation, ainsi que la cession à des tiers des obligations de conservation. En ce qui concerne la déclaration de monuments, le décret abroge de fait la loi du 4 mars 1915 en intégrant son contenu et en l'étendant aux biens meubles, pour lesquels sont prévues des mesures particulières pour en limiter l'exportation, sans l'interdire complètement.
Il est indubitable que le décret-loi constitue une amélioration du régime de protection, tant parce qu'il systématise les mesures de protection en termes d'intensité et d'amélioration conceptuelle, que parce qu'il parvient à faire se rejoindre les techniques qui relèvent de l'urbanisme et celles qui relèvent de la protection des biens culturels. Il permet la protection de tous les biens, meubles et immeubles, qui font partie du trésor artistique, ce qui n'était pas le cas dans la législation antérieure.

### Législation de la Seconde République espagnole
La législation est basée sur :
- La Constitution de 1931[10] ;

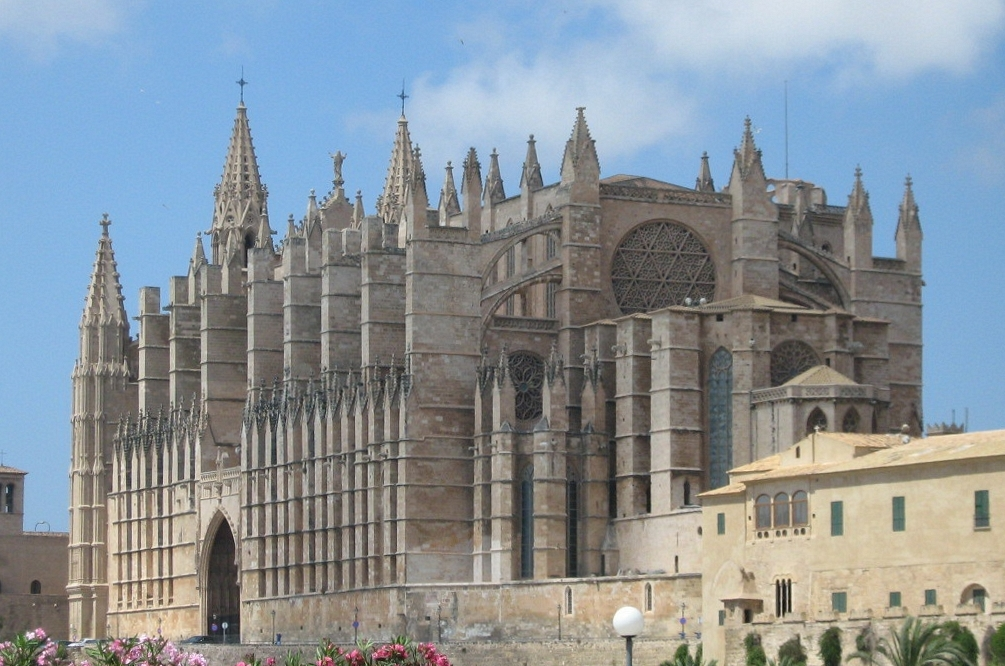
Cathédrale de Palma de Majorque. Monument espagnol classé par la Seconde République sous le N° RI-51-000040 le 3 juin 1931.

- Le décret du 3 juin 1931 déclarant 897[11] monuments comme « monuments historico-artistiques appartenant au trésor artistique national » (Decreto de 3 de junio de 1931)[12] ;
- La loi du 10 décembre 1931 sur la vente de biens immobiliers, objets d'art, archéologiques et historiques de plus de 100 ans (Ley 10 de diciembre de 1931 sobre enajenación de inmuebles, objetos artísticos, arqueológicos et históricos de mas de 100 años de antigüedad) ;
- La loi du 13 mai 1933 sur la défense, la conservation et l'accroissement du patrimoine historico-artistique national (Ley 13 de mayo de 1933 sobre defensa, conservación y acrecentamiento del patrimonio histórico-artístico nacional)[13] ;
- Le décret du 16 avril 1936 en application de la loi du trésor artistique national (Decreto de 16 de abril de 1936 para la aplicación de la ley del tesoro artístico nacional).

La Constitution introduit pour la première fois dans le droit constitutionnel espagnol la protection du patrimoine historique :
« Toute la richesse artistique et historique du pays, quel que soit le propriétaire, constitue le trésor culturel de la nation et est placé sous la protection de l'État, qui peut en interdire son exportation et son aliénation et décréter les expropriations légales qu'il jugera opportun pour sa conservation. L'État tient un registre de la richesse artistique et historique, en assure la protection scrupuleuse et en assure la parfaite conservation.
L'État protège également les lieux remarquables pour leur beauté naturelle ou pour leur valeur artistique ou historique reconnue. »
— Article 45 de la constitution de 1931.

## Législation espagnole actuelle

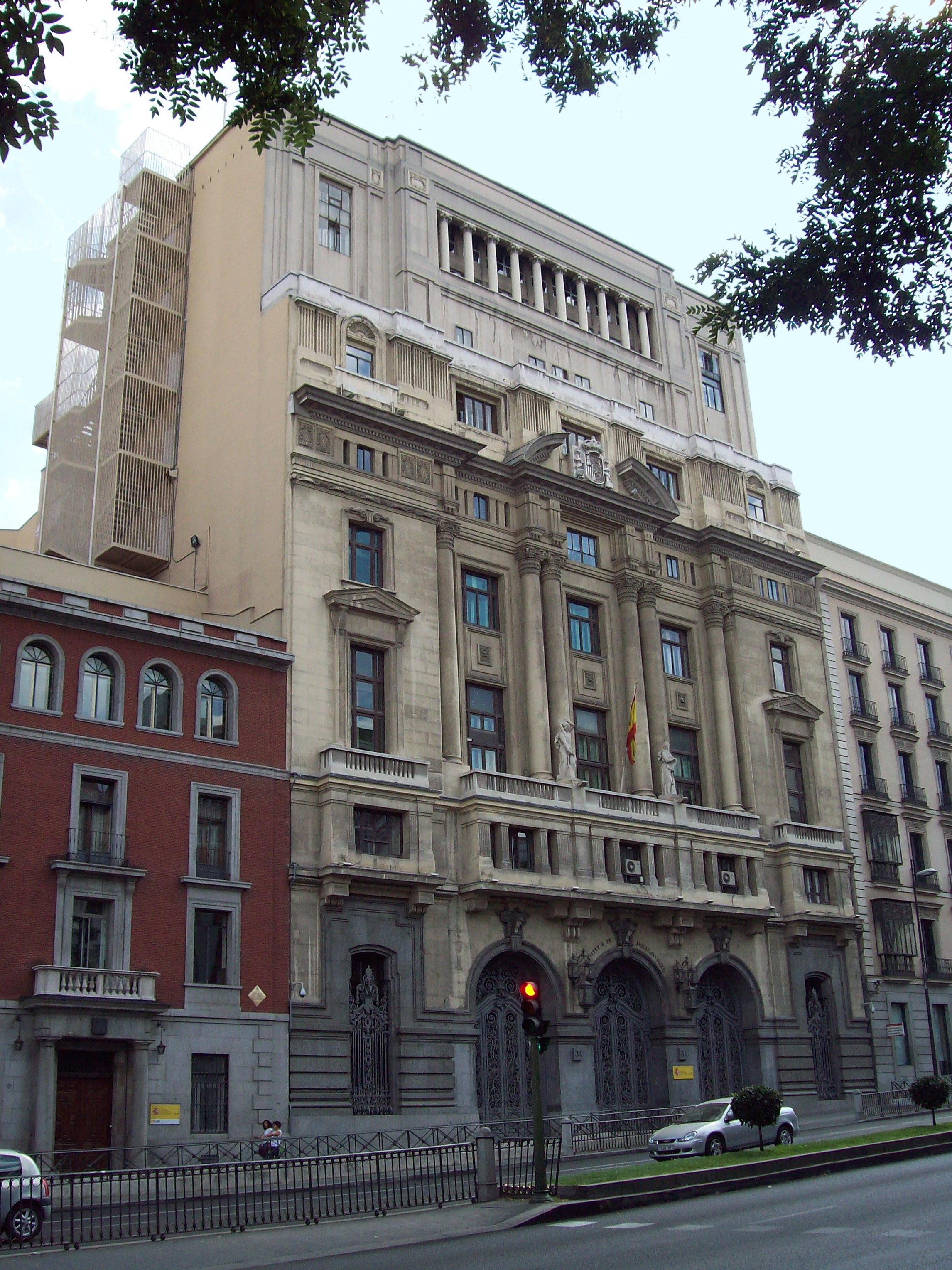
Siège principal du ministère espagnol chargé de la Culture, à Madrid.

La loi actuellement en vigueur en Espagne est la loi 16/1985 du 25 juin 1985 sur le patrimoine historique espagnol (dite loi LPHE, Ley de Patrimonio Histórico Español). Cette loi régit la déclaration d'un bien en tant que bien d'intérêt culturel, ainsi reconnu pour son intérêt artistique, historique, paléontologique, archéologique, ethnographique, scientifique ou technique. Elle décrit les différentes catégories de biens d'intérêt culturel qui peuvent être immobiliers ou biens meubles. Les biens, connaissances ou activités qui relèvent du patrimoine ethnographique et les biens qui relèvent du patrimoine documentaire et bibliographique peuvent également faire l'objet d'une protection en tant que bien d'intérêt culturel.
La loi prévoit six types de biens, les biens immeubles qui sont divisés en cinq catégories —monuments historiques, jardins historiques, ensembles historiques, sites historiques et zones archéologiques— et les biens meubles qui ne font pas l'objet de sous-catégories. On verra ci-après que les législations des communautés autonomes prévoient des catégories non décrites dans cette loi.
Un registre des biens d'intérêt culturel, géré par le ministère espagnol chargé de la Culture, répertorie les biens culturels, immeubles ou meubles. La gestion est réalisée en association avec les communautés autonomes (voir ci-après).

## Législations actuelles des communautés autonomes
Les communautés autonomes sont associées à la procédure de déclaration, elles ont élaboré leur propre législation et gèrent le plus souvent leur propre registre de biens culturels.
Le tribunal constitutionnel espagnol, dans sa sentence 17/1991 à la suite du recours d'inconstitutionnalité déposé par les gouvernements de Catalogne, de Galice et du Pays basque, a précisé les compétences de l'administration de l'État et celles des communautés autonomes. Ainsi, les compétences du ministère espagnol de la Culture sont l'exportation et l'importation, l'expropriation, et les biens du patrimoine culturel espagnol affectés aux services publics gérés par l'Administration de l'État. Les communautés autonomes sont quant à elles responsables de la réglementation du patrimoine, ce qui inclut la déclaration des biens protégés et leur promotion.
Plusieurs communautés autonomes ont développé des registres ou catalogues répertoriant les biens culturels de leur territoire. On en trouvera un inventaire (non exhaustif) dans l'article Bases de données sur le patrimoine culturel en Espagne.

### Administrations responsables et législations
| Communauté             | Administration/Centre spécialisé | Législation |
| ---------------------- | --- | --- |
| Andalousie             | Consejería de l'Éducation, de la Culture et des Sports : - Dir. générale des institutions muséographiques, de l'action culturelle et de la promotion des arts ; - Institut andalou du patrimoine historique. | Loi 1/1991 du 26 juillet 1991 sur le patrimoine historique d'Andalousie remplacée par la loi 14/2007 du 26 novembre 2007                         |
| Aragon                 | Consejería de l'Éducation, des Universités, de la Culture et des Sports : Direction générale du patrimoine culturel.                                                                                         | Loi 3/1999 du 10 mars 1999 sur le patrimoine culturel aragonais                                                                                  |
| Asturies               | Consejería de l'Éducation, de la Culture et des Sports : Direction générale de la culture. | Loi 1/2001 du 6 mars 2001 sur le patrimoine culturel                                                                                             |
| Îles Baléares          | Conselleria de l'Éducation, de la Culture et des Universités : Direction générale de la culture et de la jeunesse.                                                                                           | Loi 12/1998 du 21 décembre 1998 sur le patrimoine historique des Îles Baléares                                                                   |
| Îles Canaries          | Consejería de la Culture, des Sports, de la Politique sociale et du Logement : Direction générale de la coopération et du patrimoine culturel.                                                               | Loi 4/1999 du 15 mars 1999 sur le patrimoine historique des Canaries modifiée par la loi 11/2002 du 21 novembre 2002                             |
| Cantabrie              | Consejería de l'Éducation, de la Culture et des Sports : Direction générale de la culture. | Loi 11/1998 du 13 octobre 1998 sur le patrimoine culturel de Cantabrie                                                                           |
| Castille-La Manche     | Consejería de l'Éducation, de la Culture et des Sports : Direction générale de la culture. | Loi 4/1990 du 30 mai 1990 sur le patrimoine historique de Castille-La Manche                                                                     |
| Castille-et-León       | Consejería de la Culture et du Tourisme : - Direction générale du patrimoine culturel ; - Centre de conservation et de restauration des biens culturels.                                                     | Loi 12/2002 du 11 juillet 2002 sur le patrimoine culturel de Castille-et-León                                                                    |
| Catalogne              | Conselleria de la Culture : - Direction générale des archives, des bibliothèques, des musées et du patrimoine ; - Agence catalane du patrimoine culturel.                                                    | Loi 9/1993 du 30 septembre 1993 sur le patrimoine culturel catalan                                                                               |
| Estrémadure            | Consejería de l'Éducation et de la Culture : Direction générale du patrimoine culturel. | Loi 2/1999 du 29 mars 1999 sur le patrimoine historique et culturel d'Estrémadure                                                                |
| Galice                 | Consellería de la Culture, de l'Éducation et de la Planification universitaire : Direction générale du patrimoine culturel.                                                                                  | Loi 8/1995 du 30 octobre 1995 sur le patrimoine culturel de Galice                                                                               |
| La Rioja               | Consejería de l'Éducation, de la Culture et du Tourisme : Direction générale de la culture. | Loi 7/2004 du 18 octobre 2004 sur le patrimoine culturel, historique et artistique de La Rioja                                                   |
| Communauté de Madrid   | Consejería de l'Emploi, du Tourisme et de la Culture : Direction générale du patrimoine historique. | Loi 10/1998 du 9 juillet 1998 sur le patrimoine historique de la Communauté de Madrid                                                            |
| Région de Murcie       | Consejería de la Culture et du Tourisme : - Direction générale des biens culturels ; - Centre de restauration de la Région de Murcie.                                                                        | Loi 4/2007 du 16 mars 2007 sur le patrimoine culturel de la communauté autonome de la Région de Murcie                                           |
| Navarre                | Consejería de la Culture, du Tourisme et des Relations institutionnelles : Direction générale de la culture - Institution Prince de Vienne.                                                                  | Loi 14/2005 du 22 novembre 2005 sur le patrimoine culturel de Navarre                                                                            |
| Pays basque            | Consejería de l'Éducation, de la Politique linguistique et de la Culture : Direction du patrimoine culturel.                                                                                                 | Loi 7/1990 du 3 juillet 1990 sur le patrimoine culturel baque                                                                                    |
| Communauté valencienne | Conselleria de l'Éducation, de la Culture et des Sports : Direction générale de la Culture. | Loi 4/1998 du 11 juin 1998 sur le patrimoine culturel valencien modifiée par la loi 7/2004 du 19 octobre 2004 et la loi 5/2007 du 9 février 2007 |

### Catégories prises en compte par les législations
Comme on l'a vu ci-dessus, la loi LPHE prévoit six types de biens. Les communautés autonomes, lors de l'élaboration de leur législation, ont introduit de nouveaux types de biens.
La première communauté à élaborer une loi sur le patrimoine culturel est la Castille-La Manche en 1990. Elle reprend en fait la même typologie que la LPHE.
La communauté autonome du Pays basque sort sa loi également en 1990. Au contraire de toutes les législations des communautés, la structuration et la typologie de la loi est complètement différente de la LPHE. On y distingue trois types de biens : les monuments, les ensembles monumentaux qui ont une unité culturelle et les espaces culturels. Les monuments et les ensembles monumentaux peuvent être soit meubles soit immeubles. Par ailleurs, les biens peuvent être soit « qualifiés », avec une protection maximale, soit « inventoriés », avec une protection moyenne. Un espace culturel est défini comme « un lieu, une activité, une création, une croyance, une tradition ou un événement du passé liés à des formes pertinentes de l'expression de la culture et des modes de vie du peuple basque ». Ainsi on peut constater que cette définition de l'espace culturel prend en compte des biens immatériels et c'est la première législation d'Espagne avec cette catégorie.
Les législations suivantes gardent la même structure que la LPHE, elles reprennent les six catégories de biens définies dans la LPHE et prennent en compte de nouveaux types de biens. On pourra se reporter au tableau ci-dessous pour examiner ces nouvelles catégories et comment elles ont été progressivement introduites dans les législations successives. On peut noter la législation andalouse de 1991 qui introduisait en 1991 une nouvelle catégorie de biens de type ethnologique et qui dans une nouvelle version en 2007 a ajouté de nouvelles catégories. C'est la seule législation autonomique ayant fait l'objet de deux versions.
| Espagne/Communauté     | Année     | MH | JH | EH | SH | ZA | BM  | EC | Eth | Pal | Imm | PC | RC | LN | PA | EPA | VC | Ind | ZP |
| ---------------------- | --------- | -- | -- | -- | -- | -- | --- | -- | --- | --- | --- | -- | -- | -- | -- | --- | -- | --- | -- |
| Espagne                | 1985      | X  | X  | X  | X  | X  | X   |    |     |     |     |    |    |    |    |     |    |     |    |
| Castille-La Manche     | 1990      | X  | X  | X  | X  | X  | X   |    |     |     |     |    |    |    |    |     |    |     |    |
| Pays basque            | 1990      | X  |    | X  |    |    | (X) | X  |     |     | (X) |    |    |    |    |     |    |     |    |
| Andalousie             | 1991/2007 | X  | X  | X  | X  | X  | X   |    | X   |     |     |    |    |    |    |     |    | X   | X  |
| Catalogne              | 1993      | X  | X  | X  | X  | X  | X   |    | X   | X   |     |    |    |    |    |     |    |     |    |
| Galice                 | 1995      | X  | X  | X  | X  | X  | X   |    | X   | X   |     |    |    |    |    |     |    |     |    |
| Communauté valencienne | 1998      | X  | X  | X  | X  | X  | X   |    |     |     | X   | X  |    |    |    |     |    |     |    |
| Communauté de Madrid   | 1998      | X  | X  | X  | X  | X  | X   |    | X   | X   | X   |    |    |    |    |     |    |     |    |
| Cantabrie              | 1998      | X  | X  | X  | X  | X  | X   |    |     |     | X   | X  | X  | X  |    |     |    |     |    |
| Îles Baléares          | 1998      | X  | X  | X  | X  | X  | X   |    | X   | X   | X   |    |    |    |    |     |    |     |    |
| Aragon                 | 1999      | X  | X  | X  | X  | X  | X   |    | X   | X   | X   |    |    |    |    |     |    |     |    |
| Îles Canaries          | 1999      | X  | X  | X  | X  | X  | X   |    | X   | X   | X   |    |    |    |    |     |    |     |    |
| Estrémadure            | 1999      | X  | X  | X  | X  | X  | X   |    | X   | X   | X   |    |    |    | X  | X   |    |     |    |
| Asturies               | 2001      | X  | X  | X  | X  | X  | X   |    |     |     |     |    |    |    |    |     | X  |     |    |
| Castille-et-León       | 2002      | X  | X  | X  | X  | X  | X   |    | X   |     |     |    |    |    |    |     | X  |     |    |
| La Rioja               | 2004      | X  | X  | X  | X  | X  | X   |    | X   | X   | X   | X  |    |    |    |     |    |     |    |
| Navarre                | 2005      | X  | X  | X  | X  | X  | X   |    | X   |     | X   |    |    |    |    |     | X  |     |    |
| Région de Murcie       | 2007      | X  | X  | X  | X  | X  | X   |    | X   | X   | X   |    |    |    |    |     |    |     |    |

| Abréviations du tableau : MH : Monument historique (Monumento Histórico) JH : Jardin historique (Jardín Histórico) EH : Ensemble historique (Conjunto Histórico) SH : Site ou lieu historique (Sitio o Lugar Histórico) ZA : Zone archéologique (Zona Arqueológica) BM : Bien meuble (Bien mueble) EC : Espace culturel (lieu, activité, création, croyance, tradition ou événement du passé liés à l'expression de la culture et des modes de vie du peuple basque) Eth : Zone, lieu, site ou ensemble d'intérêt ethnographique ou ethnologique ou paysage culturel |  | Pal : Zone paléontologique (Zona Paleontológica) Imm : Événements culturels ou biens immatériels (Hechos Culturales o Biens inmateriales) PC : Parc culturel ou paysage culturel (Parc Cultural o Paisaje Cultural) RC : Route culturelle (Ruta Cultural) LN : Lieu naturel (Lugar Natural) PA : Parc archéologique (Parque Arqueológica) EPA : Espace de protection archéologique (Espacio de Protección Arqueológica) VC : Voie culturelle (Via Cultural) Ind : Lieu d'intérêt industriel (Lugar de Interés Industrial) ZP : Zone patrimoniale (Zona Patrimonial) |

### Nouvelles catégories de biens culturels

#### Lieu d'intérêt ethnologique
La première fois qu'apparaît ce type de bien dans une loi est le texte de 1991 d'Andalousie. Il est défini dans cette loi de la manière suivante : « ces lieux, espaces, bâtiments ou installations liés à des modes de vie, culture, activités et modes de production propres au peuple andalou, qui méritent d'être préservés pour leur valeur ethnologique ».
Sauf la Communauté valencienne, les Asturies et la Cantabrie, les communautés autonomes qui ont promulgué leur loi postérieurement ont repris ce concept en en modifiant éventuellement l'intitulé : lieu, site, zone ou ensemble d'intérêt ethnologique ou ethnographique, y compris le terme de paysage culturel dans le cas de la Navarre dont la loi l'identifie clairement à un lieu d'intérêt ethnologique.

#### Zone paléontologique
Il s'agit ici d'une catégorie quelque peu controversée, car par essence elle relève plus du patrimoine naturel que du patrimoine culturel.
La première communauté à prendre en compte cette catégorie est la Catalogne en 1993. Une zone paléontologique est définie comme un « lieu où il y a des vestiges fossilisés qui constituent une unité cohérente avec une entité propre, sachant que chacun d'entre eux pris individuellement n'a pas de valeur particulière ».

#### Bien immatériel

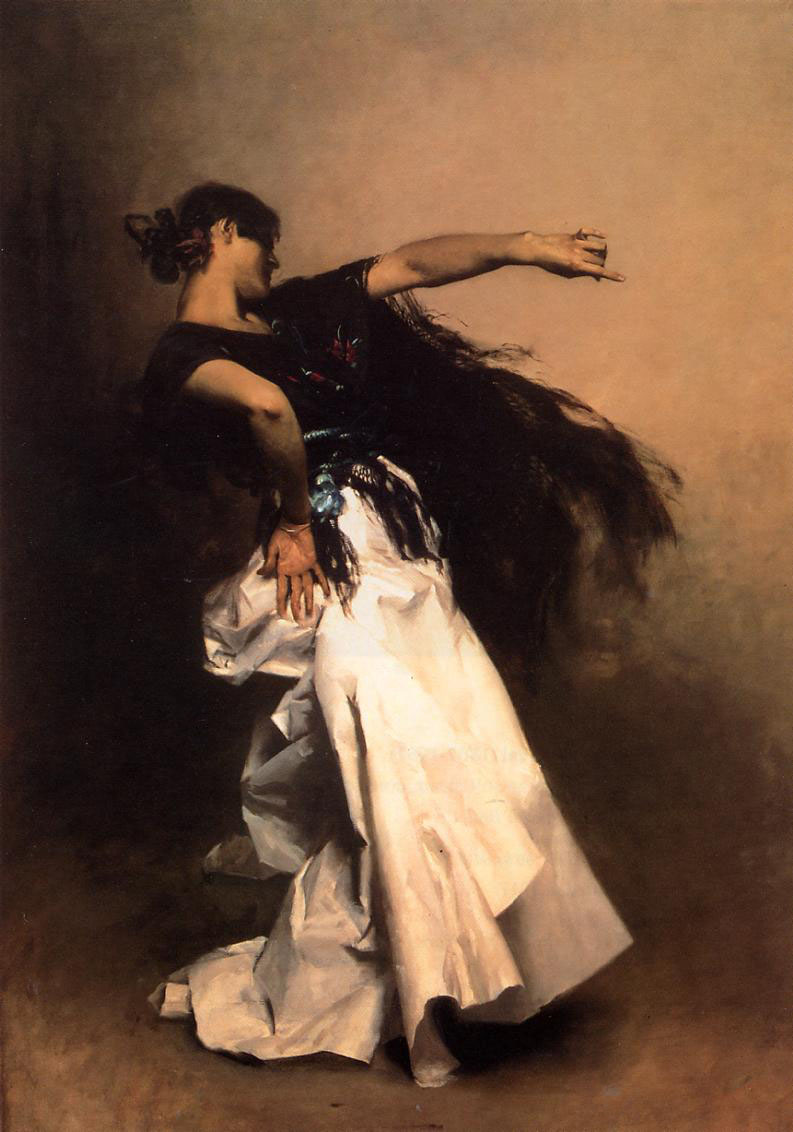
Le flamenco est inscrit dans le Registre général des biens culturels de la Région de Murcie établi par la Direction générale des beaux-arts et du patrimoine culturel de la région autonome de Murcie.

Comme on l'a vu, la première législation qui prend en compte ce type de bien est la législation basque en 1990, bien que sous un autre vocable (espace culturel).
En 1995, la Galice évoque cette catégorie (article 8.1), mais ne la définit pas.
En 1998, la Communauté valencienne définit un bien immatériel comme un bien spécifique de bien d'intérêt culturel. Il est dit qu'il s'agit d'« activités, connaissances, usages et techniques représentatifs de la culture traditionnelle valencienne ».
Le flamenco a été inscrit par l'UNESCO au patrimoine culturel immatériel de l'humanité le 16 novembre 2010, à l'initiative des Communautés autonomes d'Andousie, d'Estremadure et de Murcie. De plus, il est Patrimoine culturel immatériel ethnologique andalou et il est inscrit à l'Inventaire général de biens meubles de la région de Murcie établi par la Direction générale des Beaux-Arts et Biens culturels,.

#### Parc ou paysage culturel
Un parc culturel est défini dans la loi valencienne de 1998 comme « un espace qui contient des éléments significatifs du patrimoine culturel intégrés dans un environnement physique (medio físico) particulier du fait de sa valeur paysagère et écologique » (article 26.1.A.g).
Cette définition est reprise de manière similaire par les législations de Cantabrie et La Rioja sous la catégorie de paysage culturel.

#### Route culturelle
Cette catégorie n'a été reprise que par la législation de Cantabrie de 1998. Une route culturelle est définie comme des « structures formées par une succession de paysages, lieux, structures, constructions et infrastructures liés à un itinéraire à caractère culturel » (article 49.5.e). Même si des liens existent avec la catégorie Voie culturelle (voir ci-après), les différences sont telles que ces deux catégories doivent être vues séparément.

#### Lieu naturel
Cette catégorie n'a également été reprise que par la législation de Cantabrie de 1998. Un lieu naturel est défini comme « un cadre naturel qui, du fait de ses caractéristiques géologiques et biologiques et du fait de sa relation à la protection du patrimoine culturel, est jugé propre à être protégé alors qu'il n'est pas considéré comme parc naturel ou national ». Cette définition apparente ce bien plus au patrimoine naturel qu'au patrimoine culturel.

#### Parc archéologique
Cette catégorie correspond à un concept largement développé depuis qu'en 1987 le ministère de la Culture a initié un plan national des parcs archéologiques (Plan Nacional de Parques Arqueológicos). Une loi spécifique à cette catégorie a d'ailleurs été promulguée en 1981 par la Castille-La Manche. Seul l'Estrémadure, en 1999, a défini un parc archéologique comme un BIC avec la définition suivante : « vestiges archéologiques soumis à visites publiques ».

#### Espace de protection archéologique
Bien que cette catégorie soit patente dans plusieurs législations, elle ne fait l'objet d'une définition en tant que BIC que dans la législation d'Estrémadure : « lieu où est présumée l'existence de vestiges archéologiques ».

#### Voie culturelle

Les Chemins de Saint-Jacques de Compostelle sont certifiés en 1987 comme itinéraire culturel européen et reconnus comme Voie culturelle en Espagne (ici : Camino francés.)

Une voie culturelle est définie pour la première fois en 2001 dans la législation des Asturies comme « une voie de communication ayant une valeur culturelle, comme des chemins de pèlerinage, voies romaines antiques, vallons et voies de transhumance, chemins de montagne, voies ferrées ou d'autre nature » (article 11.1.f).
Cette définition a été reprise par les législations de Castille-et-León et de Navarre du fait de leur engagement dans la protection des Chemins de Compostelle.

#### Lieu d'intérêt industriel
Il s'agit d'une catégorie nouvelle, introduite par la nouvelle législation andalouse de 2007, définie comme un « endroit, espace, construction ou installation, lié à l'extraction, production, commercialisation, transport ou équipement qui mérite d'être préservé du fait de sa valeur industrielle, technique ou scientifique » (article 26.7).

#### Zone patrimoniale
Il s'agit également d'une catégorie nouvelle introduite par la législation andalouse de 2007, définie comme « territoire ou espace qui constitue un ensemble patrimonial, divers et complémentaire, intégrant des biens diachroniques représentatifs de l'évolution humaine, qui a une valeur d'usage et profitable à la collectivité » (article 26.8).